# Alexandre de Bèlgica
El Príncep Alejandro de Bèlgica (Laeken, Bèlgica, 18 de juliol de 1942 - Sint-Genesius-Rode, Bèlgica 29 de novembre de 2009), també anomenat Alejandro Manuel Enrique Alberto Maria Leopold de Bèlgica. Era el fill gran del rei Leopoldo III de Bèlgica i la seva segona esposa Lilian Baels, Princesa de Réthy.

## Família reial de Bèlgica
Alejandro va néixer el 18 de juliol de 1942, a Laeken, Bèlgica. Va tenir dues germanes menors: Maria Cristina (1951) i María Esmeralda (1956). Els seus germans de pare (fills de la princesa Astrid de Suècia) són: el rei Balduí de Bèlgica, el rei Albert II (que va abdicar el 2013) i la princesa Josefina Carlota (Gran Duquessa de Luxemburg), qui a més era la seva padrina .

## Matrimoni
El 4 de març de 1991 va contreure matrimoni en Debenham, Suffolk, Anglaterra, amb Léa Inga Dora Wolman, qui ja s'havia divorciat dues vegades. El matrimoni va ser mantingut en secret fins a 1998. Alejandro va tenir dos fillastres (fills dels dos primers matrimonis de Léa): Laetitia Spetschinsky i Renaud Bichara.